# Rengglipass

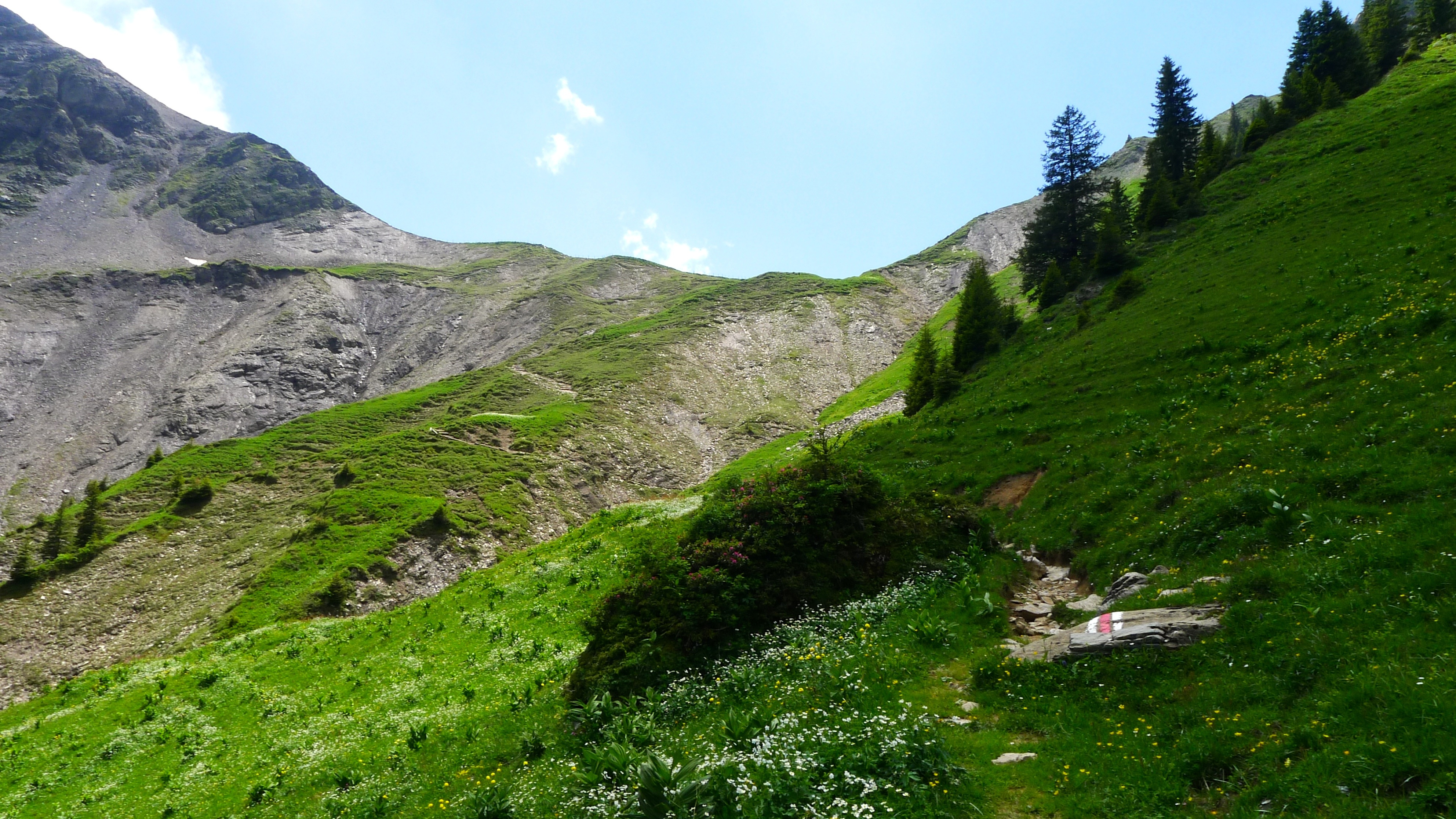
Blick zum Rengglipass von der Seite Saxettal

Der Rengglipass ist ein Übergang für Fussgänger auf 1879 m ü. M. im Schweizer Kanton Bern.

## Geografie
Der Rengglipass verbindet im Berner Oberland das Suldtal mit dem Saxettal. Talorte für Berggänger und Biker sind in der Regel Aeschiried zum einen, Saxeten respektive das tiefer gelegene Wilderswil zum anderen.

## Route

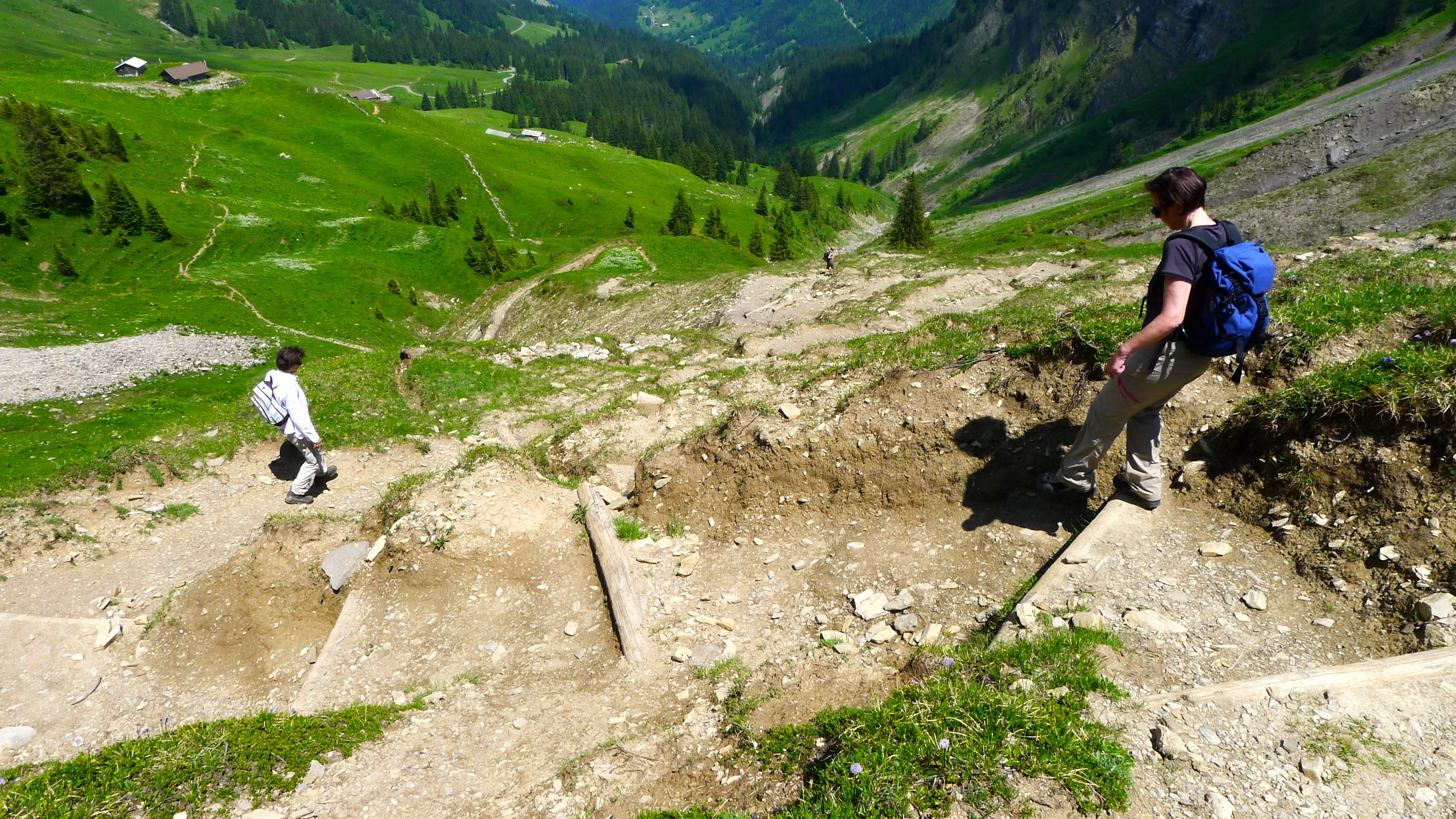
Abstieg von der Passhöhe ins Saxettal

Auf der Seite von Aeschiried führt der Weg am Suldbach durch das Suldtal, ein Naturschutzgebiet. Hier blühten 24 Orchideenarten, schreibt der NZZ-Wanderautor Heinz Staffelbach und nennt an Beispielen den Frauenschuh, das Schwärzliche Knabenkraut und die Fliegen-Ragwurz. Dort, wo das Suldtal endet und der eigentliche Passweg beginnt, steht das Restaurant Pochtenfall. Es ist nach dem gleichnamigen Wasserfall am Latrejebach etwas höher oben benannt. Auf der Passhöhe zweigt ein weiss-blau-weisser Alpinwanderweg ab nach Norden zum nahen Morgenberghorn. Ebenfalls auf der Passhöhe eröffnet sich Berggängern, die vom Suldtal herkommen, eine neue Landschaft. Zu sehen ist nun das Saxettal und tiefer unten die Schwemmebene des Bödeli sowie der Brienzersee.

## Verwechselbares
Zuhinterst im Suldtal zweigt vom Weg zum Rengglipass der Weg zum Renggpass hinüber ins Kiental ab. Einen zweiten Renggpass gibt es in der Innerschweiz.
Ein „Pochtenfall“ findet sich nicht nur am Rengglipass, sondern auch im Kiental unterhalb der Griesalp.

## Namensdeutung
Zu "Rengg" vermerkt die wissenschaftlich fundierte Webseite ortsnamen.ch, der Name stamme entweder von „Rank“ gleich Krümmung oder von „Ranke“ gleich fortlaufender Berghang, langgestreckter Grat. Es liegt nahe, diese Deutung am Beispiel der Rengg am Innerschweizer Renggpass auf den Renggpass sowie den Rengglipass im Berner Oberland zu übertragen, gesichert ist dies nicht.
Der Rengglipass wird laut einer Internet-Wandersite auch „Tanzbödelipass“ genannt, weil auf ihm früher eine Älplerchilbi stattgefunden haben soll.